# KFC Peutie
KFC Peutie was een Belgische voetbalclub uit Peutie. De club werd in 1926 opgericht onder de naam FC Peuthy, in 1926 sloot de club aan bij de KBVB met stamnummer 0659.
In augustus 2021 nam de club ontslag uit de KBVB.

## Geschiedenis
KFC Peutie werd in 1926 gesticht onder de naam FC Peuthy, in 1951 werd de naam KFC Peutie aangenomen. De oorspronkelijke clubkleuren waren geel en groen, maar dat werd later gewijzigd in zwart en wit.
Al snel wist de club naar het tweede provinciale niveau op te klimmen, waar men tot begin jaren vijftig (met uitzondering van het seizoen 1947-1948) actief zou blijven.
In 1951 belandde KFC Peutie in Derde Provinciale. De club zou decennialang niet meer hoger komen dan dit niveau. 
In 1965 degradeerde men naar Vierde Provinciale. 
In 1969 werd KFC Peutie kampioen en mocht terug naar het derde provinciale niveau. 
Tussen 1973 en 1976 werd het opnieuw Vierde Provinciale, maar in de lente van 1976 behaalde men een tweede titel in Vierde Provinciale en de club keerde terug naar Derde Provinciale.
KFC Peutie speelde twintig seizoenen onafgebroken in Derde Provinciale tot in 1996, toen opnieuw degradatie naar de laagste provinciale afdeling volgde.
In 2002 volstond een tweede plaats voor een terugkeer naar Derde Provinciale en in 2011 keerde men na 60 jaar terug naar Tweede Provinciale. Daar moest KFC Peutie knokken tegen de degradatie die in 2013 toch volgde. 
In 2016 volgde nog een klasseverlaging en de club zou de laatste vijf seizoenen van zijn bestaan in Vierde Provinciale doorbrengen.
In 2021 vroeg de club na 95 jaar lidmaatschap zijn ontslag aan bij de KBVB. 